# الن گریگوف
الن گریگوف (انگلیسی: Alan Gregov؛ زادهٔ ۱ آوریل ۱۹۷۰) ورزشکار بسکتبال اهل کرواسی است.
وی در مسابقات کشوری و بین‌المللی در مجموع برندهٔ ۱ مدال نقره، ۳ مدال برنز شده‌است.